# Ukanška Suha
Ukanška Suha je hudourniški potok, ki izvira pod goro Bohinjski migovec (1896 m) nad Bohinjem. V Ukancu se združi s potokom Savica, izvornim krakom Save Bohinjke, ki se izliva v Bohinjsko jezero.